# Rýdův kopec (rozhledna)
Rozhledna Rýdův kopec (označovaná též TRIGON) se nachází na stejnojmenném vrchu u  Děbolína v okrese Jindřichův Hradec. 

## Historie
Rozhledna byla vybudována s cílem zlepšit vybavenost regionu v oblasti cestovního ruchu a zvýšit atraktivitu Jindřichohradecka. Vítězný projekt pochází od Ing. arch. Miroslava Hájka, se stavbou se započalo v září 2014, dokončena byla v červnu 2015, slavnostní otevření proběhlo 8. července 2015. Na financování stavby ve významně podílel grant z Evropského dotačního fondu pro regionální rozvoj ROP jihozápad. 

## Konstrukční řešení
Architektonické a konstrukční řešení je založeno na ideji rovnoramenného trojúhelníku, který tvoří půdorys rozhledny (velikost strany cca 10 m). Trigon = trojúhelník, je základním stavebním kamenem tvorby či modelace jakékoli plochy, zároveň je ztužujícím základem statické pevnosti. Konstrukční systém rozhledny je kombinovaný a tvoří jej stěnový systém ve spodní části stavby a sloupový systém s podélnými rámy v horní části.

## Technické parametry
Stavba má tvar trojbokého hranolu o půdorysu rovnostranného trojúhelníka a spočívá na železobetonové základně, obložené kamennými deskami, z níž vede dřevěné schodiště na dolní vyhlídkovou plošinu ve výšce 6 m. Na horní plošinu ve výšce 24 m je možno vystoupat po dřevěném schodišti o 120 schodech. Plošina s pohledovými růžicemi je celá zasklená a zastřešená, na vnější vyhlídkový ochoz vedou troje posuvné dveře, proti výkyvům chrání stavbu tři ocelové sloupy, skloněné ke středu stavby. Dolů se dostanete po točitém ocelovém schodišti o 102 schodech kolem středového sloupu.  
Přístupná je v měsících duben-říjen. 

## Výhled
Šumava s vrcholy Špičák, Plechý či Boubín, Blanský les s Kletí, Javořická vrchovina, Novohradské hory s Kraví horou, Slepičí hory, ze sídel Jindřichův Hradec a Třeboň. Při dobré dohlednosti zřejmě i alpský vrchol Ötscher (1893 m n. m.)

## Kritika
Rozhledna je prakticky od svého vzniku terčem setrvalé kritiky, mnohdy nevelmi opodstatněné. Již v průběhu stavby vzbudila rozruch výsledná cena díla, jež byla zpočátku prezentována pouze jako 15% doplatek k (neuváděné) 85% dotaci. Některé kruhy z řad zájemců o architekturu zpochybňovaly volbu vítězného návrhu pomocí veřejné ankety, ale i samotnou podobu rozhledny. Následně bylo poukazováno na zatékání do přízemí v zimním období či zešednutí dřevěných dílů. Objevily se zvěsti o přítomnosti dřevokazné houby. Hoax o údajné nedostatečnosti základů, hrozící vyústit až ve vyvrácení rozhledny, byl vyvracen magistrátem Jindřichova Hradce.

## Přístup
Nejbližší železniční stanicí je Děbolín, odtud po silnici do středu obce a dále po červené turistické značce k rozhledně (délka trasy: 2 km). 

## Galerie

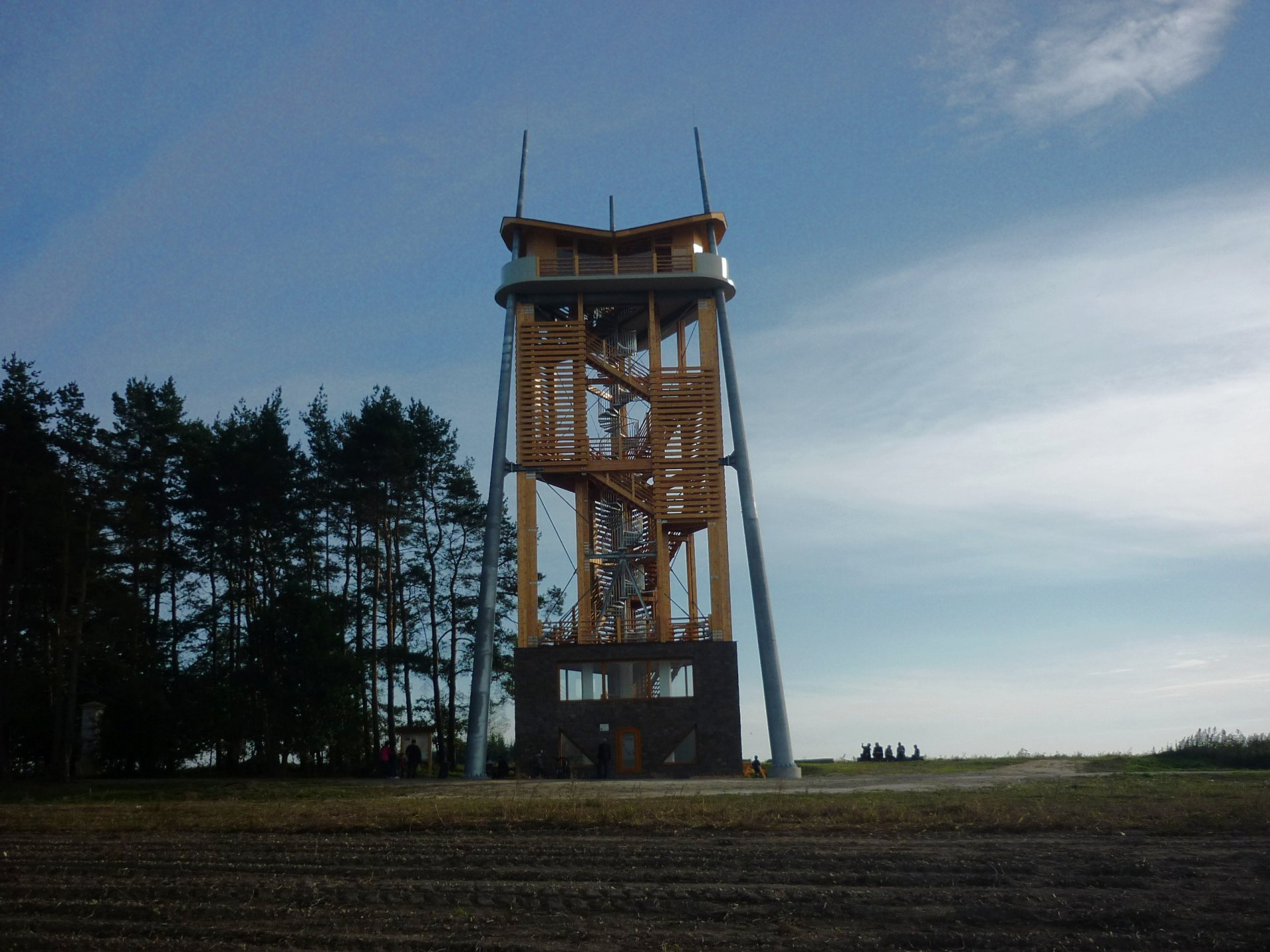
Celkový pohled
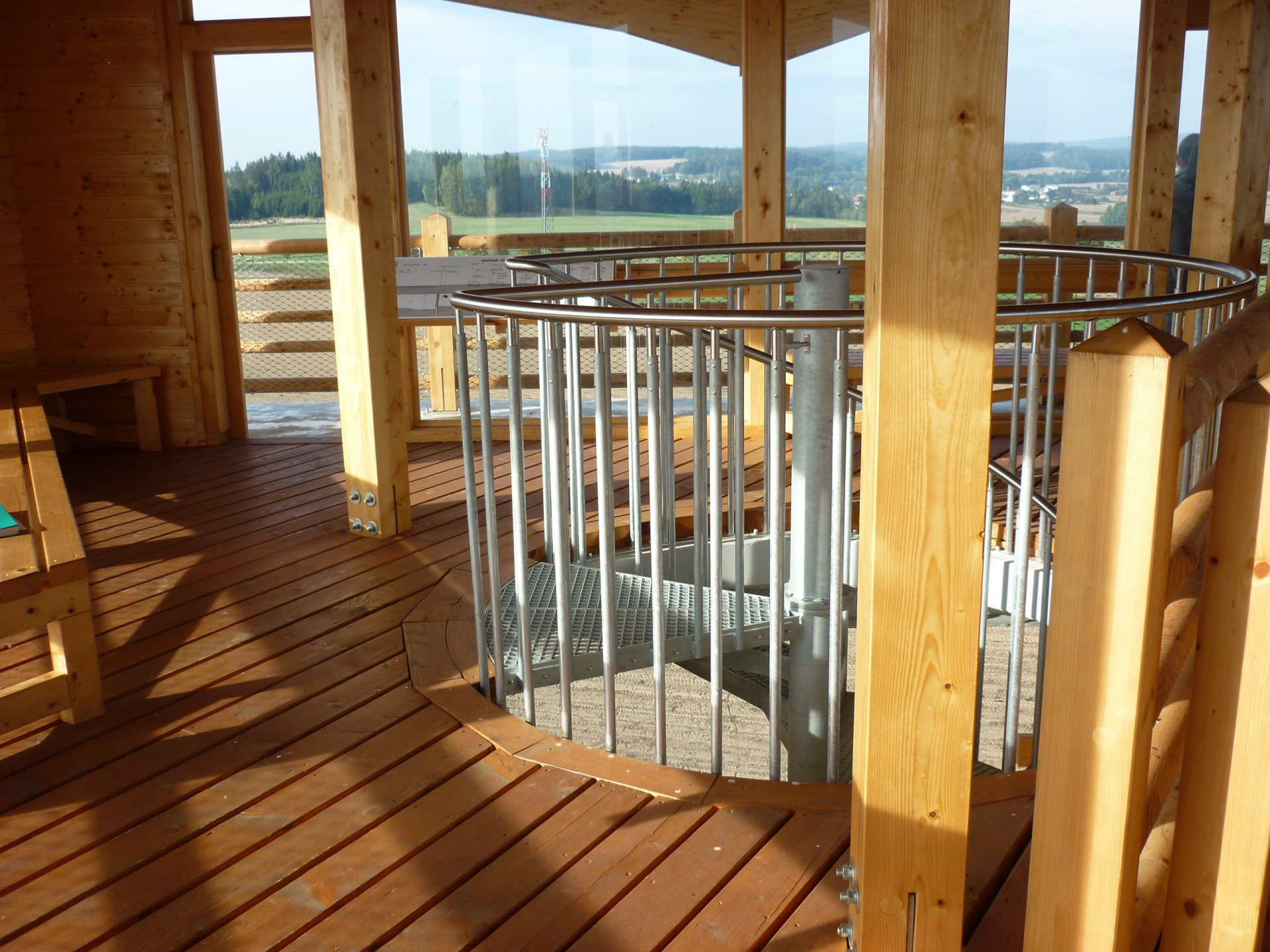
Zastřešený a zasklený horní ochoz
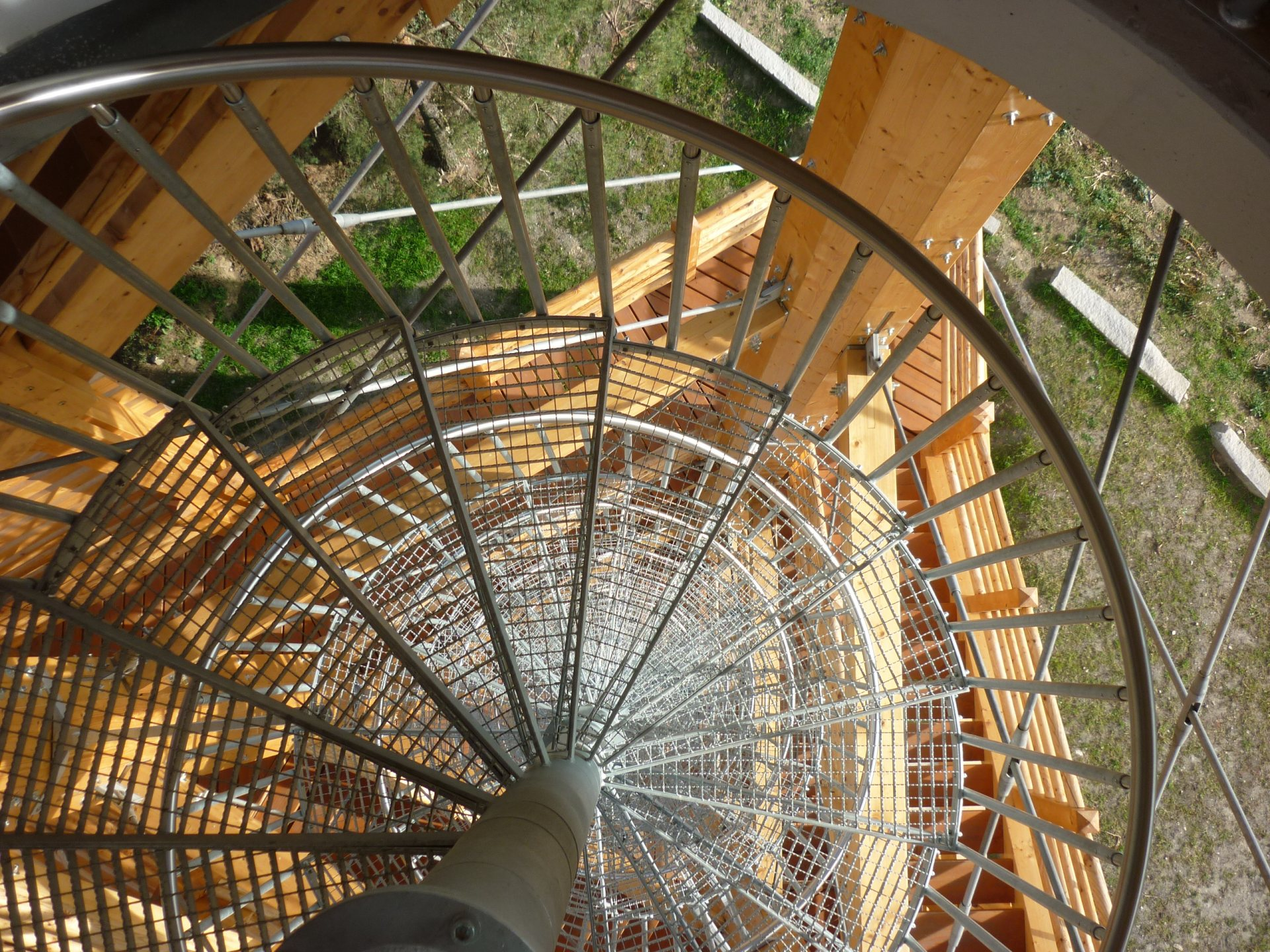
Točité ocelové schodiště
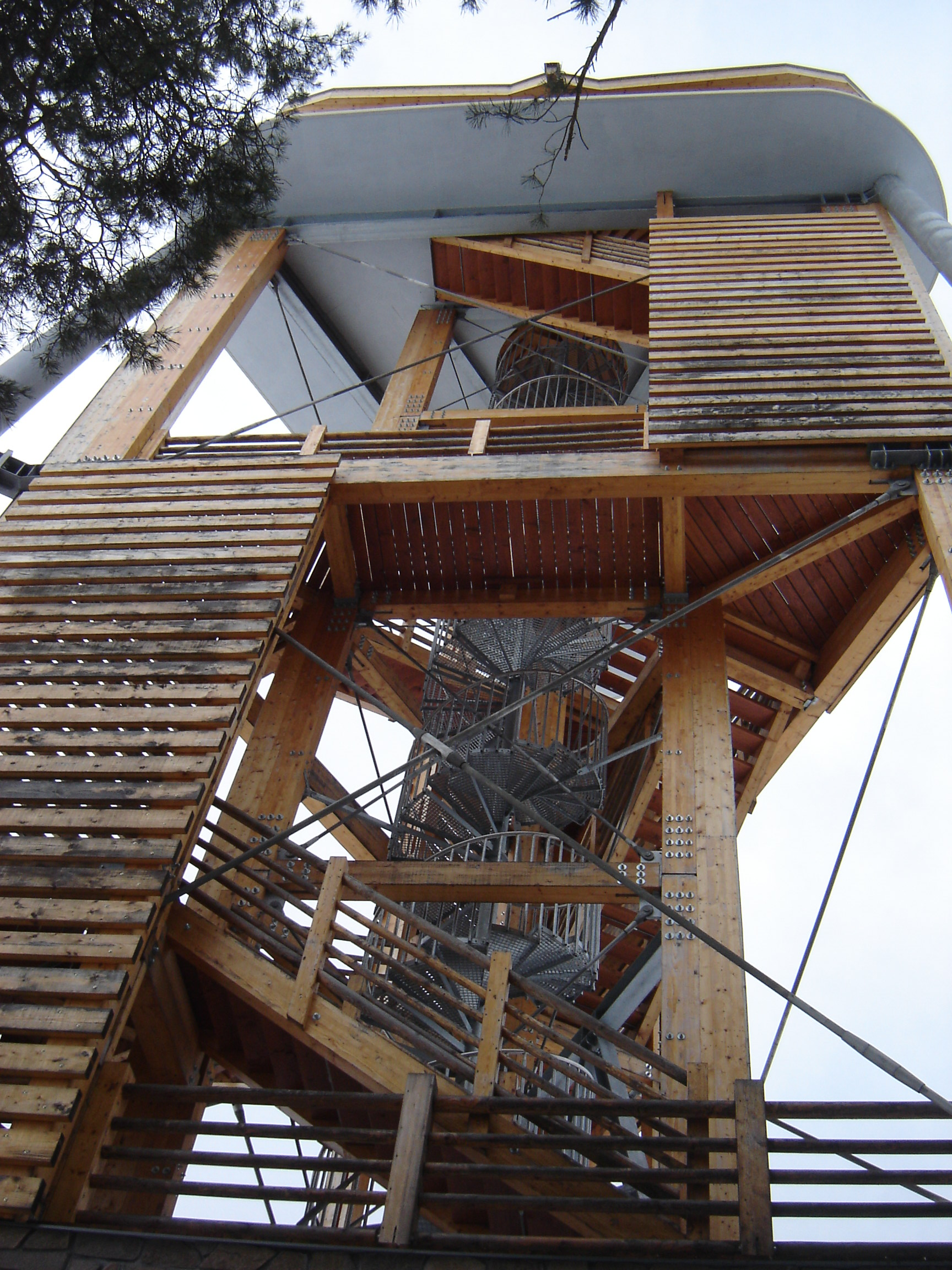
Detail konstrukce (30. prosince 2017)
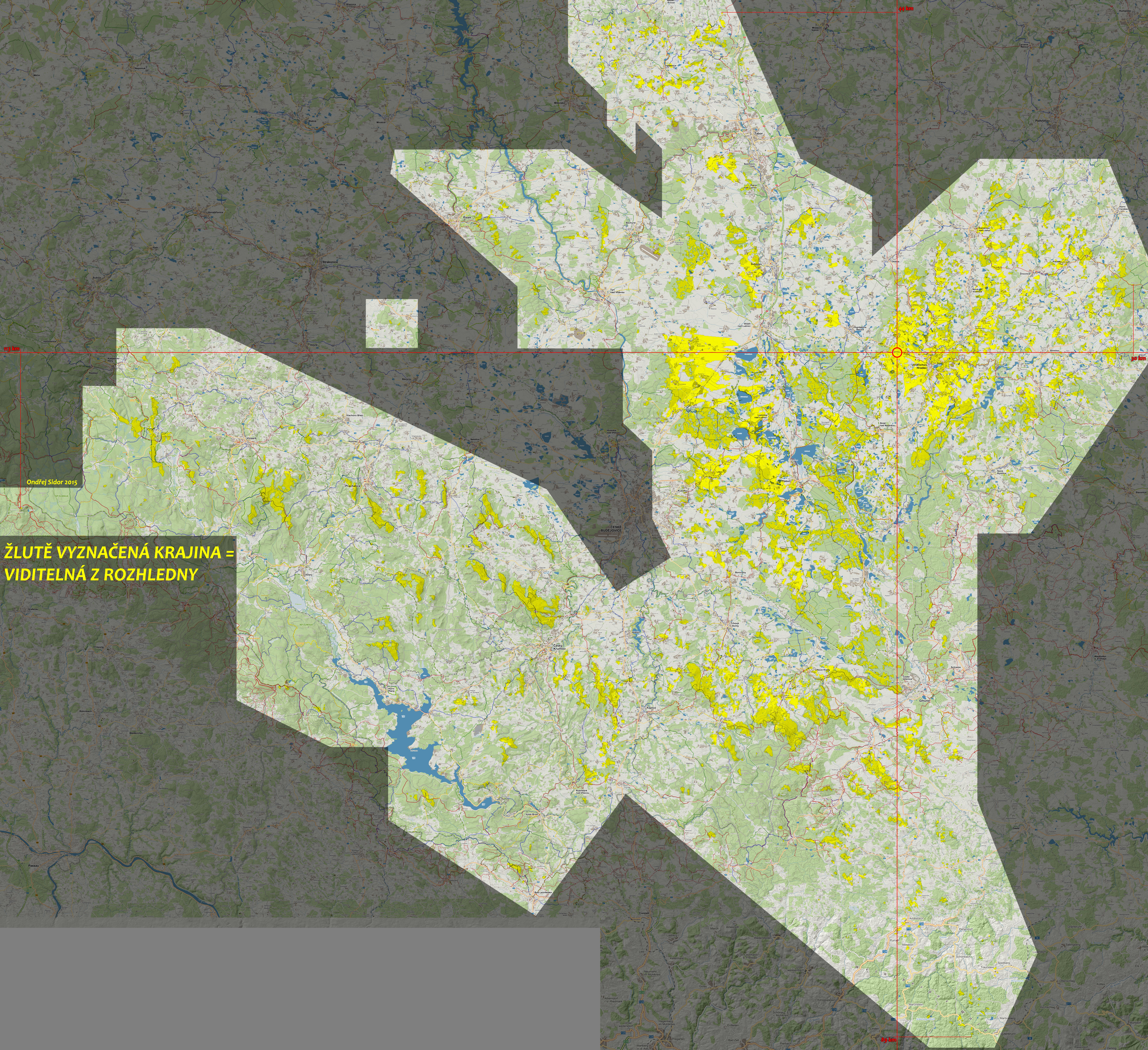
Mapa výhledu